# Торфяной (Московская область)
Торфяной — посёлок в Лотошинском районе Московской области России.

## Население
| 2002 | 2006 | 2010 |
| ---- | ---- | ---- |
| 73   | ↘69  | ↘48  |

## Общие сведения
Относится к Ошейкинскому сельскому поселению, до реформы 2006 года относился к Ушаковскому сельскому округу. В посёлке одна улица — Новая.
Находится примерно в 18 км к юго-востоку от районного центра — посёлка городского типа Лотошино, на ответвлении автодороги Р107 Клин — Лотошино, в 1 км к западу от места впадения реки Сенной в реку Чёрную (приток Большой Сестры).
Расположен на моренном холме в центре заболоченного понижения. Возник как посёлок торфопредприятия, разрабатывающего Кузяевское месторождение торфа. Ближайший населённый пункт — деревня Кузяево.
В посёлке находится братская могила советских воинов, погибших в годы Великой Отечественной войны 1941—1945 гг.